# Johan Fredrik Caspersson
Johan Fredrik Caspersson, född 13 augusti 1813 i Jönköping, död 18 mars 1880 i Borgholm, var en svensk häradshövding och politiker. 
Caspersson var häradshövding i Ölands domsaga. Han var ledamot av riksdagens första kammare 1866–1875, invald i Kalmar läns södra valkrets.